# 齊學啟
齊學啟（1903年—1945年 †），湖南寧鄉人，中華民國軍人，為中日戰爭期間陣亡的中國軍方高級將領之一。

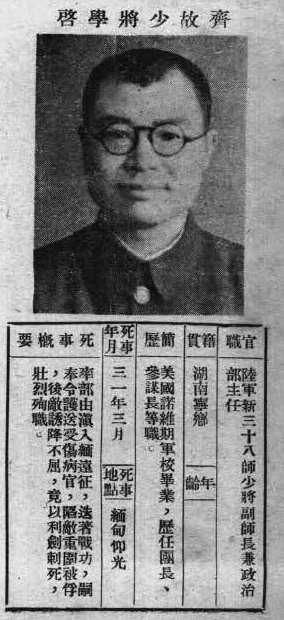
《抗戰軍人忠烈錄》（第一輯）中的齊學啟烈士遺像

齊學啟1923年畢業於清華大學，重慶中央訓練團第十八期黨政班（編號445）
是孫立人的同窗好友。嗣後前往美國諾維琪軍校(今譯為「威爾猛軍校」)學習軍事，1929年返回中國後，先後擔任上海保安第三團和憲兵第六團團長。1938年擔任税警總團參謀長，後來升為副總團長。 
1941年，稅警總團改編為新38師，以孫立人為師長，齊學啟為副師長。1942年春天，新38師編入中國遠征軍開赴緬甸。
同年4月17日仁安羌戰役展開，齊學啟率第113團馳援被圍困的7,000名英軍。4月19日，擊退日軍進攻，孫立人獲得了英國「帝國司令勛章」外，齊學啟及第113團團長劉放吾等人也獲得英國政府的嘉獎。
仁安羌大捷後，齊學啟將軍率領一群殘部及沿途收容傷兵。
1942年5月23日，等走到一个叫荷马林的地方的时候，突然遭到日军骑兵的襲擊，中彈被俘，隨後被送往緬甸仰光的戰俘集中營。由於齊學啟精通英文，在集中營裡很快地便與英國、印度、荷蘭等國戰俘熟識，而成為著名人物。
囚禁期間，日軍及南京汪精衛政權多次勸降，然齊學啟均不為所動。1945年5月9日，日軍最後一次勸降無效後，蔡宗夫、章吉祥、杜学统等人，聽信了葉蓬等的谣言趁齐将军上厕所的时候突然行刺。齐将军被尖刀贯穿腹部，当场倒地。日軍不給予藥物，5月13日晚10点，齐将军终因伤重不治，享年42歲。參見1945年5月14日《大公報》
抗戰勝利後，國民政府追贈齊學啟為陸軍中將。

《重修齊學啟將軍墓園記》
```
   中華民國三十四年三月八日，陸軍少將、前新三十八師副師長齊公學啟被刺於緬甸仰光之日軍戰俘營，是月十三日以傷重逝世。公之死，去緬境之解放曾不數旬，距盟軍之全面勝利亦只五月。公雖知日寇之必亡，而己不及見矣。溯自寇之侵，生靈塗炭。民國三十一年，我新三十八師奉調入緬，與盟軍並肩作戰。四月十八日，我以一團之眾，擊潰十倍之敵於仁安羌，解英軍七千餘人之圍。是役也，中外震動，而公臨陣之績實偉。方當乘勝追擊，而盟軍之戰略遽變，公乃率部殿後，掩護友軍轉進。及任務完成，復報命於第五軍指揮部，歸途遇傷病袍澤，不忍棄去。敵騎大至，眾寡懸殊，創重援絕，遂被俘焉。公之羈於仰光中央監獄也，凡三年。三年中，敵偽勸降無所不用其極。公心堅金石，不屈不撓，獄中同志及英美受難戰友數百人，皆傾佩動容，尊之為精神領袖，視之為光明象徵，故卒以此見害於敵。世之人或以公之在仰光獄，與文天祥之在燕京獄相提並論，其浩然之氣，與夫所以塞蒼冥、立人極者，固無異也。公之靈柩歸葬故里，余曾親為執紼，並為挽辭以述哀。公之葬地在岳麓之陽，與黃公克強、蔡公松坡兩先烈隔壟相望。湖湘人傑，後先接武，可謂不忝者矣。今公墓道廢圮，志表無存，當日袍澤決議重修，所以懷舊德，彰忠藎也。以余為知公者，囑為數言，以紀其事。余聞之，朋友之墓有宿草而不哭焉，余則過時而悲。嗚呼！死者陵谷，公與諸公俱往矣。神騎箕尾，名在日月，固將與麓山湘水同乎不朽。而余以老耄，猶能執筆為文，有深幸焉，而亦不能不有深慟也。西元一九八九年八月吉日，舒城孫立人敬撰並書
```